# 195 Eurykleia
Eurykleia /jʊrɪˈkliːə/ (định danh hành tinh vi hình: 195 Eurykleia) là một tiểu hành tinh khá lớn và tối ở vành đai chính. Thành phần cấu tạo của nó gồm cacbonat nguyên thủy.
Ngày 19 tháng 4 năm 1879, nhà thiên văn học người Áo Johann Palisa phát hiện tiểu hành tinh Eurykleia khi ông thực hiện quan sát tại Đài quan sát Hải quân Áo và đặt tên nó theo tên Euryclea, vú nuôi của Odysseus trong sử thi Odyssey.
195 Eurykleia đã được quan sát che khuất sao hai lần, một lần vào năm 2011 và một lần nữa vào năm 2021.